# Gemma Arterton
Gemma Christina Arterton, född 2 februari 1986 i Gravesend i England, är en brittisk skådespelerska och filmproducent. Hon har bland annat medverkat i filmerna St. Trinian's och Clash of the Titans. 2008 spelade hon Bondbruden Strawberry Fields i den 22:a Bondfilmen Quantum of Solace.
Arterton har huvudrollen i TV-serien Tess, som bygger på Thomas Hardys Tess av d'Urberville.
År 2010 gifte sig Arterton med Stefano Catelli, de separerade 2013. År 2019 gifte hon sig med skådespelaren Rory Keenan.

## Filmografi (i urval)
- 2007 – St. Trinian's
- 2007 – Capturing Mary
- 2008 – Three and Out
- 2008 – RocknRolla
- 2008 – Quantum of Solace
- 2008 – Lost in Austen (TV-serie)
- 2009 – The Disappearance of Alice Creed
- 2009 – The Boat That Rocked
- 2009 – St. Trinian's II
- 2010 – Tamara Drewe
- 2010 – Prince of Persia: The Sands of Time
- 2010 – Clash of the Titans
- 2012 – Song for Marion
- 2012 – Byzantium
- 2013 – Hansel & Gretel: Witch Hunters
- 2013 – Runner Runner
- 2014 – The Voices
- 2014 – Gemma Bovery
- 2019 – Murder Mystery
- 2021 – The King's Man
- 2023–2024 – Funny Woman (TV-serie)
- 2025 – Grand Prix of Europe